# Pauliana Valente Pimentel
Pauliana Valente Pimentel (Lisboa, 1975) es una fotógrafa portuguesa que ganó el Premio Autores 2015 a la Mejor Obra Fotográfica, en la categoría de Artes Visuales, otorgado por la Sociedad Portuguesa de Autores.

## Trayectoria
Valente nació en la ciudad de Lisboa en 1975. Estudió en la Sociedad de Bellas Artes de la ciudad lisboeta y se licenció en Geología en la Facultad de Ciencias de la Universidad de Lisboa, donde trabajó como investigadora. En 1999, inició su trayectoria como fotógrafa realizando talleres internacionales con otros fotógrafos de renombre como David Alan Harvey, conocido por sus fotografías para la revista National Geographic y la Agencia Magnum.
En 2005, formó parte del programa de Creatividad y Creación Artística en el campo de la fotografía de la Fundación Calouste Gulbenkian. Formó parte del colectivo Kameraphoto que imitaba el modelo de la Agencia Magnum, aunque en 2014 cerró debido a dificultades económicas.
En 2016, fundó el colectivo “N'WE” con otros fotógrafos, entre los que se encontraban Céu Guarda, Sandra Rocha, Guillaume Pazat, João Pina, Martim Ramos, Jordi Burch, Valter Vinagre, Augusto Brázio y Nelson D'Aires. El colectivo retrató la inestabilidad política y económica de Portugal, entre otras temáticas.
Valente publicó en 2009 su primer libro, VOL I, y en 2011 la Fundación Calouste Gulbenkian publicó el libro Caucase, Souvenirs de Voyage, en el que Valente y Sandra Rocha recrean, a través de la fotografía, el viaje de Calouste Gulbenkian al Cáucaso.
En 2018, la coreógrafa Vânia Rovisco se inspiró en un vídeo grabado por Valente para crear una coreografía que se representó en el Teatro Micaelense durante el festival Walk & Talk en la isla de São Miguel en las Azores, y en donde Valente también realizó una residencia artística.

## Reconocimientos
En 2015, su proyecto The Passenger recibió el premio de Artes Visuales a la mejor obra fotográfica del año, promovido por la Sociedad Portuguesa de Autores. Un año más tarde, su serie The Behaviour of Being fue nominada al premio Novo Banco Photo 2016. Dazed Magazine incluyó una de sus fotos de la serie Quel Pedra entre las 20 mejores de 2018.
La Fundación Calouste Gulbenkian, la Fundación EDP, Novo Banco y Partex son algunas de las instituciones que cuentan con fotografías de Valente en sus colecciones. Además, ha sido incluida en los agradecimientos del libro Los últimos de Cuba de Carlos Fuentes. Estuvo representada en Galeria 3 + 1 Arte Contemporânea durante 5 años y durante siete años en la Galeria das Salgadeiras, en Lisboa.

## Obra
Valente ha expuesto su obra en diversos países como Portugal, Reino Unido, Italia, Bélgica, Grecia, Turquía, Marruecos, Cabo Verde o Dubái, entre otros. Realizó exposiciones en Oporto en el local Maus Hábitos y también en la isla de São Miguel en el marco del festival Tremor.

### Filmografía
- 2011 - Diz-se que Portugal é um bom país para se viver.
- 2012 - Jovens de Atenas (Youth of Athens)[24]
- 2014 - Entre Nous, codirigida por Valente y Hélène Veiga Gomes.[25][26][27]
- 2014 - Quel Pedra.[28]
- 2017- Al Bidayer.

### Libros
- 2009 - 'VOL I', del editor Pierre von Kleist.[29][30]
- 2011- 'Caucase, Souvenirs de Voyage', de la Fundación Calouste Gulbenkian.[31]
- 2012 - Celebrar a Dança em Dias do Meu Tempo, libro sobre la bailarina y coreógrafa Anna Mascolo.[32]
- 2013 - Great Lessons (Great Lessons, # 1) (coautor).[33]
- 2013 - EDEN BY, libro editado por el colectivo Kameraphoto, que reúne fotografías de: Augusto Brázio, Céu Guarda, Nelson d'Aires, João Pina, Jordi Burch (sobre imágenes del Archivo Municipal de Lisboa), Pauliana Valente Pimentel, Sandra Rocha y Valter Vinagre. ISBN: 978-989-96380-4-4.
- 2018 - Quel Pedra de Camera Infinita.[34]
- 2019 - O Narcisismo das Pequenas Diferenças por el Archivo Fotográfico Municipal de Lisboa.